# Área de Proteção Ambiental do Salto Magessi
A Área de Proteção Ambiental do Salto Magessi é uma área de proteção ambiental do Brasil. Protege uma área de Cerrado situada dentro da Amazônia Legal e é administrada pelo estado de Mato Grosso.

## Localização
A Área de Proteção Ambiental do Salto Magessi possui uma área de 7.846 hectares nos municípios de Sorriso, Santa Rita do Trivelato e Boa Esperança do Norte, situados em Mato Grosso. Fica nas margens do rio Teles Pires, na bacia hidrográfica do rio Tapajós.

## Criação e Gestão
A Área de Proteção Ambiental do Salto Magessi foi criada pela lei estadual nº 7.871, de 20 de dezembro de 2002. O conselho consultivo foi criado em 20 de dezembro de 2014.

## Caracterização ecológica
Apesar de estar inserida na Amazônia Legal, esta unidade de conservação se encontra no bioma Cerrado, o que a coloca em uma situação de vulnerabilidade ecológica, principalmente em razão do avanço de frentes agrícolas sobre esta terra. Ela possui uma fitofisionomia de 100% de contato Savana-Floresta Estacional.
Em 2021, ela possuía 607 hectares de suas terras sofrendo um processo de desmatamento acumulado.